# Kaási
Kaási Pumbo was een 17e-/18e-eeuwse vrijheidsstrijder en marronleider in de Nederlandse kolonie Suriname. 

## Levensloop
Kaási is waarschijnlijk tussen 1683 en 1685 weggevoerd uit het West-Afrikaanse koninkrijk Loango. Na zijn ontsnapping van een plantage in de omgeving van Paramaribo vestigde hij zich met een aantal andere ontsnapte slaafgemaakten in het binnenland van Suriname. Een van de eerste vestigingsplaatsen was Mapugusu, gelegen bij de Tibitikreek. In het dorp woonden 80 mensen in 25 huizen met kostgronden. Na de ontdekking en vernietiging van hun dorp in 1712 vluchtten zij langs de Saramacca naar het zuiden. Ze vestigden zich voor korte tijd langs de Mindrinetikreek. Toen deze plek ontdekt werd trokken ze verder naar het zuiden. Ze bouwden nieuwe dorpen aan de Ponemakreek, een zijrivier van de Kleine Saramacca. Rond 1730 waren de Kaásimarrons uitgegroeid tot een gemeenschap van 600 mensen, verdeeld over een vijftal dorpen met 440 huizen. Bij twee grote expedities in 1730 werden ook die dorpen opgespoord en platgebrand. De Kaásimarrons trokken via de al bestaande marrondorpen Kumakô en Tuído naar Bákakúun. Die plek lag tussen de kreken die de bronnen vormen van de Saramacca- en de Surinamerivier. Daar is Kaási waarschijnlijk halverwege de jaren veertig overleden.

## Marronleider
Kaási is te beschouwen als een van de grondleggers van de Saamaka in Suriname. Hij startte en leidde een decennialange guerillastrijd tegen de Brits/Nederlandse plantagehouderij. De Kaásimarrons smeedden hun (aanvals)plannen in het binnenland van Suriname. Het Gouvernement van Suriname en de plantagehouders beantwoordden de overvallen op de plantages met expedities. Deze expedities moesten ontsnapte slaafgemaakten terughalen en hun dorpen en kostgronden vernietigen. Gedurende een halve eeuw moesten de marrons hun dorpen steeds weer achterlaten en deze dieper in het binnenland opnieuw opbouwen.
In archiefstukken van Nederlandse plantagehouders wordt beschreven hoe 'wegloopers' onder leiding van ene Klaas plantages aanvielen. Onder de slaafgemaakten heette hij geen Klaas maar Kaási. De verslagen van de expedities vormen de bron van onze kennis over Kaási. Daarnaast is zijn strijd van generatie op generatie doorgegeven binnen de marrongemeenschap. Deze mondelinge overlevering is vastgelegd door de Amerikaanse antropoloog Richard Price.
Vanuit hun dorpen organiseerden de marrons overvallen op plantages om aan zaaigoed, geweren en ijzeren landbouwwerktuigen te komen. Ook moedigden zij slaafgemaakten aan om te ontsnappen. Aan de ontsnappingen ging een doordachte voorbereiding vooraf, met informanten en spionage-activiteiten op de betreffende plantages. Kaási nam zelf regelmatig deel aan tochten naar plantages. Hij hielp grote aantallen slaafgemaakten te ontsnappen van de plantages. Hij maakte ook gebruik van onrust tussen de plantagehouders en externe partijen. In 1712 viel de Franse kaper Jacques Cassard Suriname aan. Frankrijk bezette Suriname en eiste 747.000 gulden in ruil voor het niet in brand steken van Paramaribo. Een deel van het losgeld zou worden betaald in de vorm van 300 à 400 slaafgemaakten. Hierdoor ontstond veel onrust op de plantages. Naar schatting voegden zich in deze periode 300 slaafgemaakte mannen, vrouwen en kinderen bij de marrons.

## Expedities
Nederlandse burgermilities maakten jacht op de weglopers. Twee opgepakte Kaásimarrons, Bassot en Diamant, werden in 1712 gedwongen een expeditie te leiden naar de dorpen in het binnenland. Maar het tweetal hield hen voor de gek en liet de militie in cirkels lopen door de jungle. Uiteraard moesten zij dit bekopen met de dood. Vanaf 1725 werden soldaten op grotere schaal ingezet voor strijdtochten en als bewaking van de plantages en werden er enkele militaire posten in de omgeving van de plantages opgezet.
In 1730 overvielen de marrons plantage Berg en Dal. Een drie weken durende zoektocht naar de overvallers, vanuit plantage Vierkinderen, leverde niets op. De expeditie mislukte omdat de marrons voorbereid waren op de komst. Er vonden heftige gevechten plaats en de expeditie werd teruggedreven. Toch werd kort daarop een nieuwe veldtocht georganiseerd. Aan de expeditie namen 70 soldaten deel, 300 slaafgemaakten waarvan 95 met een vuurwapen en twee inheemse gidsen. In oktober vonden ze de vijf dorpen bij de Ponemakreek waar de Kaásimarrons leefden. Kaási en zijn mensen waren op de hoogte van de komst van de expeditie en meeste dorpelingen waren al gevlucht. Huisraad werd stukgeslagen, kostgronden werden vernietigd, het vee gedood, waarna alle huizen in brand werden gestoken. Terug in Paramaribo werden er premies uitgekeerd voor de achttien marrons die gevangen waren genomen en de tien afgehakte hoofden die mee teruggevoerd waren.

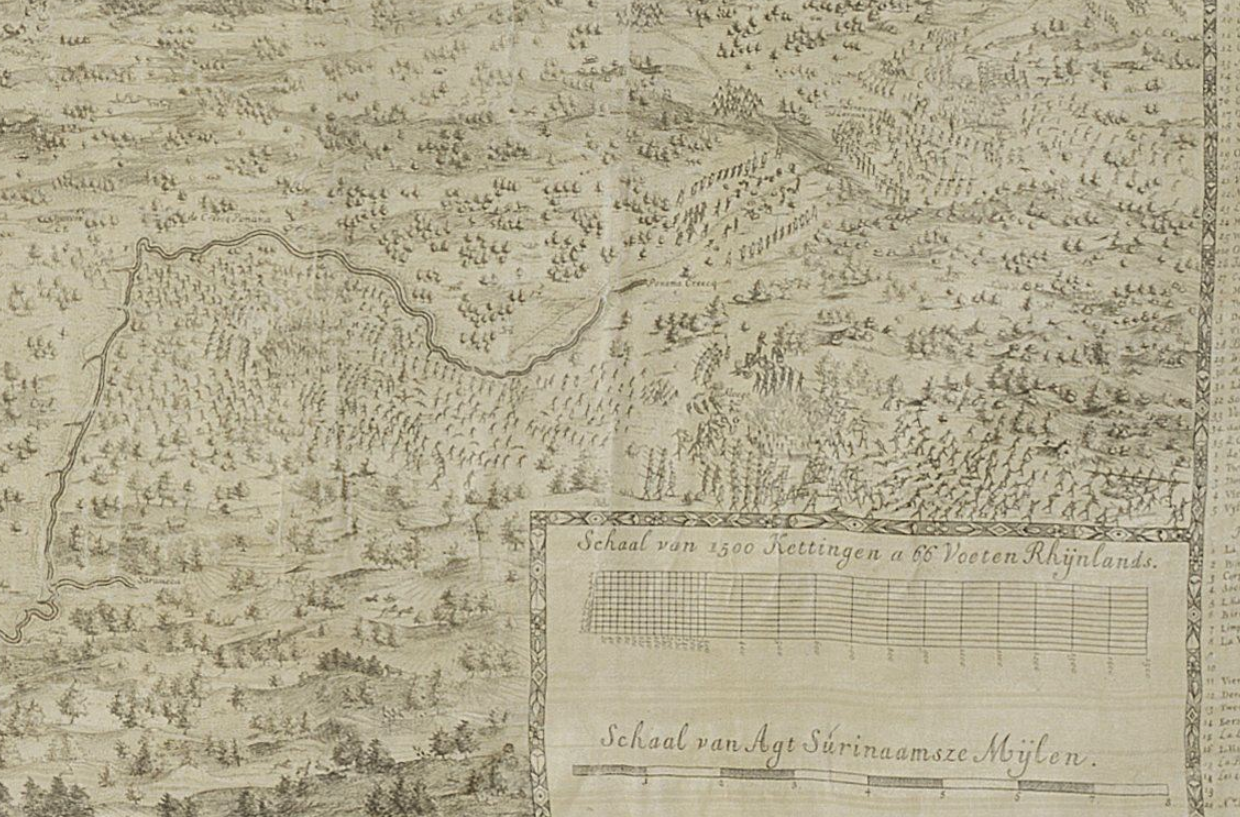
Aanval op de ontdekte dorpen van de Kaásimarrons bij de Ponemakreek in 1730. Uitsnede van de kaart van Alexander de Lavaux uit 1737

Aangemoedigd door dit succes besloot het gouvernement snel een derde tocht te organiseren. Wederom werden marrondorpen gevonden en na hevige gevechten vernietigd. Waarschijnlijk werd Kaási tijdens een van deze  aanvallen verwond. Landmeter Alexander de Lavaux, die deelnam aan de tochten, heeft een kaart gemaakt waarop de strijd is weergegeven. Op zijn Generale Caart van de Provintie Suriname uit 1737 zijn de brandende huizen en de vluchtende marrons afgebeeld en is te zien dat Kaási in een hangmat wordt weggedragen. Tijdens de aanval werden zestien marrons gedood. Vier mannen, twaalf vrouwen en 10 kinderen worden meegevoerd naar Paramaribo waar zij werden gemarteld en gedood. Hun hoofden werden daarna op staken geplaatst om te dienen als afschrikwekkend voorbeeld.
Kaási vertrok met de marrons die de strijd hadden overleefd naar Kumakô een gebied ten zuiden van de oorsprong van de kleine Saramacca. Daarna trokken zij nog verder naar het zuiden, naar Bákakúun, het gebied waar de bronrivieren van de Kleine Saramacca ontspringen. In deze streek vestigden zich ook enkele andere marronstammen. In het begin van de jaren veertig waren de marrons steeds beter voorbereid op de komst van soldaten en milities naar hun dorpen. De marrons bleven plantages overvallen. De expedities om slaafgemaakten terug te halen en de marrondorpen te vernietigen waren steeds minder succesvol.

## Vredesverdrag
Rond 1750 besloten de plantagehouders dat het zo niet langer kon. In Nederland ontvingen de bestuurders van de West-Indische Compagnie een brief van het koloniaal bestuur in Suriname met het verzoek een vredesverdrag te sluiten met de marrons. Inmiddels was de groep marrons zo groot geworden dat ze niet langer te 'temmen' waren. De vrede met de Saramaccaners, waar Kaásimarrons deel van uit maakten, kwam er in 1762 – ruim een eeuw voor de afschaffing van de slavernij in Suriname.